# Yaou Aïssatou
Yaou Aïssatou (née le 28 novembre 1951 à Tcheboa dans le département de la Bénoué, région du Nord du Cameroun) est une femme politique et économiste camerounaise, directrice générale de la Société nationale d'investissement du Cameroun (SNI). Elle est la première femme à avoir exercé la fonction de ministre de la Condition féminine au Cameroun.

## Biographie
Elle est la fille du lamido de Tcheboa, dans la Région du Nord (Cameroun), où elle fait ses études secondaires. En 1971, elle s'inscrit au lycée technique de Douala, où elle obtient un baccalauréat. Après l'obtention de son diplôme, elle étudie l'économie à l'université de Rouen en France, sanctionnée par une licence en 1975. De retour au Cameroun, elle travaille à la SNI pendant une courte période avant d'aller aux États-Unis pour étudier à l'université de Georgetown et à Claremont Graduate School, où elle obtient un MBA.
De retour au Cameroun, en 1979, elle rejoint la SNI en tant que directrice adjointe des finances. En février 1984, elle occupe son premier poste ministériel en tant que ministre de la Condition féminine. Elle succède à Delphine Zanga Tsogo en mars 1985 en tant que présidente du bureau national de l'Organisation des femmes du Rassemblement démocratique du peuple camerounais (RDPC). En mai 1988, elle devient ministre des Affaires sociales et de la Condition féminine, jusqu'en avril 2000. En juin et juillet 2003, elle supervise les séminaires de formation des présidents de section du RDPC. Le 18 septembre 2003, elle est nommée par décret présidentiel à la tête de la SNI, en remplacement de Esther Dang.

## Engagement pour les femmes
Yaou Aïssatou, considérée comme une femme engagée, mène un combat sur la situation de la femme en société. D’où la création de deux associations féminines de développement : CFR et Professional Women Association. Ayant le statut de ministre, elle va amener plusieurs Camerounaises à savoir prendre en main leur destin à travers la vie associative. Elle prône l’importance et l’intérêt de la formation à travers les séminaires, les conférences et autres ateliers. 
Avec la conférence internationale de Pékin en 1995, elle remporte une autre victoire, la participation du Cameroun au grand forum mondial sur la femme qui a permis de comprendre qu’il ne s’agissait pas seulement de résoudre les problèmes des femmes mais qu’à travers la femme on peut résoudre les problèmes sociaux.

## Distinctions honorifiques
- Chevalier de l'ordre de la Valeur
- Officier de l'ordre de la Valeur
- Commandeur de l'ordre de la Valeur
- Grand officier de l'ordre de la Valeur[9]